# Полтавський Євген Миколайович
Євген Миколайович Полтавський (28 липня 1923, Владивосток — 24 жовтня 2002, Київ) — радянський офіцер, Герой Радянського Союзу, в роки радянсько-німецької війни командир взводу 465-го стрілецького полку 167-ї стрілецької дивізії 38-ї армії 1-го Українського фронту, молодший лейтенант.

## Біографія
Народився 28 липня 1923 року в місті Владивосток Приморського краю в сім'ї службовця. Росіянин. Член КПРС з 1944 року. Закінчив десять класів середньої школи в Хабаровську.

Могила Євгена Полтавського

У березні 1942 року призваний до лав Червоної Армії. У 1943 році закінчив Хабаровське кулеметно-мінометна училище. У боях радянсько-німецької війни з 1943 року. Воював на 1-му Українському фронті.
З жорстокими боями пройшов Є. М. Полтавський всю Правобережну Україну, перетнув державний кордон Радянського Союзу, бився з ворогом у Карпатських горах. Командуючи мінометним взводом на підступах до Києва, при форсуванні Дніпра проявив рішучість і сміливість.
4 листопада 1943 року в скрутну хвилину бою замінив пораненого командира роти і прийняв командування ротою на себе. Бійці увірвалися в селище Пуща-Водиця, перерізали дорогу, по якій фашисти перекидали резерви. Стрімким ударом був зайнятий важливий вузол доріг на плацдармі в Пуща-Водиці.
Указом Президії Верховної Ради СРСР від 10 січня 1944 року за мужність і героїзм, проявлені при форсуванні Дніпра і в боях за Київ молодшому лейтенанту Євгену Миколайовичу Полтавському присвоєно звання Героя Радянського Союзу з врученням ордена Леніна і медалі «Золота Зірка» (№ 2441).
У 1945 році закінчив курси удосконалення офіцерського складу. Проходив військову службу в Червонопрапорному Далекосхідному та Київському військових округах. З 1974 року полковник Є. М. Полтавський — в запасі. Жив у Києві. Помер 24 жовтня 2002 року. Похований у Києві на кладовищі «Берковці».

## Нагороди
Нагороджений орденом Леніна, орденом Вітчизняної війни 1-го ступеня, орденом Вітчизняної війни 2-го ступеня, медалями.